# Здание Троицкого драматического театра
Здание драматического театра Троицка — здание, построенное в начале XX века для драматического театра г. Троицка. Ныне — это здание Института ветеринарной медицины Южно-Уральского государственного аграрного университета (Троицк).

## История
Драматический театр в Троицке — богатом торговом городе в азиатской части России был открыт в 1881 году. Представления давались в здании дворянского собрания (ныне здание ГДК).
В начале XX века общественность Троицка стала требовать от городской думы строительства специального здания для театра.
Под будущий театр отвели участок в центре города, на перекрестке улицы Нижегородской  и Бакакинского переулка. За строительство взялись с большим размахом. Бюджет богатого торгового города, вклады купцов-меценатов позволяли «отцам города» во всей полноте показать свою благосклонность к театральному искусству.
Городской голова В. Д. Кузнецов и его соратники считали, что здание драмтеатра должно стать самым красивым, величественным зданием в городе. Здание было построено из красного кирпича, кладка сделана «в пустошовку», так как планировалось позднее оштукатурить, или облицевать здание. Газета «Степь» объявила конкурс мастеров кузнечного дела на изготовление ажурных парапетов для крыш, балконов и кирпичной изгороди.
Первая мировая, а затем и Гражданская война помешали строителям. Здание осталось незавершенным — внутренние и отделочные работы не были сделаны. Не были установлены декоративная профилированная лепка фасада, убранства интерьера здания, не была выполнена планировка прилегающей территории и многое другое. Более десятка лет бесхозное здание драматического театра простояло недостроенным.
В 1929 году в троицкой газете «Вперед» появилось сообщение: «Уральский ветвуз должен быть в Троицке».
В апреле 1930 года Уральский ветеринарный институт из Перми перевели в Троицк.
Пустовавшее много лет здание наспех отделали, вставили двери и окна. Вскоре здание было сдано без особых торжеств Уральскому ветеринарному институту. Это был один из первых вузов нынешней Челябинской области. Сейчас в этом трёхэтажном здании находится учебный корпус № 2 Института ветеринарной медицины Южно-Уральского государственного аграрного университета (на перекрестке ул. Советской и ул. Пионерской). Первым ректором вуза в Троицке был Е. А. Глебов (1930—1931).